# Noah (film fra 2014)
 For alternative betydninger, se Noah. (Se også artikler, som begynder med Noah)
Noa (originaltitel Noah) er en amerikansk episk bibelsk inspirerede film fra 2014 instrueret af Darren Aronofsky, skrevet af Aronofsky og Ari Handel, og baseret på historien om Noas ark. Filmens stjerner er Russell Crowe som Noah sammen med Jennifer Connelly, Ray Winstone, Emma Watson, Logan Lerman, Anthony Hopkins, og Douglas Booth.
Den blev udgivet i nordamerikanske biografer den 28. marts 2014 i 2D og IMAX mens flere lande også vil frigive en version af filmen konverteret til 3D og IMAX 3D. 

## Plot
Som en ung dreng, overværer Noah at hans far, Lemek, bliver dræbt af Tubal-Kain. Mange år senere bor Noah med sin kone Naameh og deres sønner Sem, Kam og Jafet; men efter at have set en blomst vokse øjeblikkeligt fra jorden, og at blive hjemsøgt af livagtige drømme om en stor oversvømmelse, tager Noah dem med, for at besøge sin bedstefar, Metusalem.
På den måde, kommer de til en gruppe mennesker for nylig dræbt, og adopterer den eneste overlevende, en pige ved navn Ila. Noa og hans familie er jaget af Tubal-Kains mænd, men søger tilflugt hos de faldne engle, kendt som "Watchers", begrænset på Jorden som en stengolem for at hjælpe mennesker forvist fra Edens Have. Metusalem giver Noah et frø som stammer fra Eden, hvorfra en hel skov vokser frem inden for få sekunder, hvis træer Noahs familie og amatørornitologer skal bruge til at bygge Noahs Ark. Da Arken nærmer sig sin afslutning, kommer dyr af forskellige (fiktive) arter ind i arken og bliver bedøvet ved hjælp af røgelse.
Ila er blevet forelsket i Sem, og Noah går til en nærliggende by for at finde koner til Ham og Jafet; men efter at være vidne til kannibalisme af en sultende hob, opgiver han. Derefter gør Metusalem Ila steril. Ham, der søger en kone på egne vegne, erhverver flygtningen Na'el; men da Tubal-Kain tilhængere angriber Arken, styrker Noa Ham til at redde sig selv og lade Na'el dø. Alle fra Noas familie kommer ind i Arken undtagen Metusalem. Da syndfloden begynder, ofrer Vogterne sig for at beskytte Arken fra pøbelen, og selv stige op til Himlen. Da oversvømmelsen drukner de resterende soldater, klatrer Tubal-Kain op på Arken og udbeder Ham, spiller på vrede mod Noah for at tillade Na'el at dø. Ila bliver gravid som regnskyllet stopper; men Noa beslutter, at hvis barnet er en pige, vil han dræbe hende, for at tilfredsstille Skaberens ønske om at ødelægge menneskeheden.
Månederne går, og Ila og Sem bygger en lille tømmerflåde for at undslippe Noahs beslutning; men Noah brænder det efter at have opdaget det. Bagefter føder Ila tvillingepiger. I mellemtiden, overbeviser Tubal-Kain Ham om at hjælpe med at dræbe Noa, som er således angrebet af Tubal-Kain, Ham og Sem. Da de kæmper, rammer Arken et bjerg, og Ham dræber Tubal-Kain. Noah griber Ilas tvillinger, men skåner dem. Da de forlader arken, går Noah i isolation i en nærliggende hule, hvor han bliver opdaget af hans sønner. Efter at have forsonet, på foranledning af Ila, med alle, men Ham (der afgår alene), Noah velsigner familien som begyndelsen på en ny menneskelige race, og vidne til en enorm regnbue.

## Medvirkende
- Russell Crowe som Noah[8]
- Jennifer Connelly som Naameh, Noahs kone.[9]
- Ray Winstone som Tubal-cain, Noahs nemesis.[10][11]
- Emma Watson som Ila, Noahs svigerdatter og Shems kone.[12]
- Logan Lerman som Ham, Noahs søn.[13]
- Anthony Hopkins som Methuselah, Noahs bedstefar.[14]
- Douglas Booth som Shem, Noahs søn.[13]
- Leo McHugh Carroll som Japheth, Noahs søn.
- Frank Langella som Og, en engel som hjælper Noah.[15]
- Dakota Goyo som unge Noah[16]
- Marton Csokas som Lamech, Noahs far.[17][18]
- Madison Davenport som Na'el, Hams kæreste.[19]
- Nick Nolte somSamyaza, leder af englene.[20]
- Mark Margolis som Magog[20]
- Kevin Durand som Rameel
- Nolan Gross som unge Ham
- Adam Griffith som Adam
- Ariane Rinehart as Eva
- Gavin Casalegno som unge Shem
- Skylar Burke som unge Ila

## Produktion

### Udvikling
Aronofsky blev interesseret i historien om Noah i syvende klasse. Som en del af en kreativ skrivningsopgave, indsendte han et digt om Noah med titlen "The Dove". År senere efter endt filmen Pi søgte Aronofsky efter ideer til hans næste film, og mente, at en film om Noah ville være en god idé. Arbejdet med manuskriptet begyndte i 2000, men Aronofsky sætte projektet på hold, da han fandt ud af at Hallmark var allerede arbejdede på en lignende film. Arbejdet med udkastet blev genoptaget senere, hvor et første udkast blive afsluttet i 2003.
I tilpasning af historien til en spillefilm, kæmpede Aronofsky med hvordan man kan tilpasse det til en god længde - historien i Bibelen er på kun fire kapitler og omfatter ikke navne til hans kone eller hans Sønners Hustruer. Teksten nævner Noah er beruset efter oversvømmelsen og komme ind i et skænderi med en af hans sønner, som gav Aronofsky og hans team ledetråde i, hvilke begivenheder der fandt sted på Arken.
Aronofsky diskuterede Noah med The Guardian i april 2007, hvor Aronofsky forklarede, at han så Noah som "en mørk, kompliceret karakter", der oplever "ægte overlevendes skyld" efter oversvømmelsen. Aronofsky arbejdede på tidlige udkast af manuskriptet til Noah omkring det tidspunkt hans første forsøg på at lave The Fountain faldt igennem, da skuespiller Brad Pitt forlod projektet.
Ari Handel, Aronofskys samarbejdspartner på The Fountain, The Wrestler og Black Swan, hjalp Aronofsky med at udvikle manuskriptet. Før de fandt økonomisk støtte til Noah, samarbejdede de med den canadiske kunstner Niko Henrichon at tilpasse scriptet ind i en grafisk roman. Det første bind af den grafiske roman blev udgivet på det franske sprog af den belgisk udgiver Le Lombard i oktober 2011 under titlen Noé: Pour la cruauté des hommes (Noah: For the Cruelty of Men). Efter udgivelsen af romanen, lavede Aronofsky en aftale med Paramount og New Regency til at producere en spillefilm af Noah med et budget på $130 millioner. Manuskriptforfatter John Logan blev kaldt ind for at re-udkast scriptet sammen med Aronofsky, men er ikke krediteret for hans bidrag.
I oktober 2012 Emma Watson kommenterede filmen: "Jeg tror, hvad Darren går efter, er en følelse af, at den kunne foregå når som helst. Den kunne fx foregå tusinde år ude i fremtiden eller for tusinde år tilbage i tiden .... Du skal ikke være i stand til at placere den for meget ".